# Liopasia
Liopasia é um gênero de mariposa pertencente à família Crambidae.